# Gianni Versace
Giovanni Maria „Gianni“ Versace (* 2. Dezember 1946 in Reggio Calabria; † 15. Juli 1997 in Miami Beach) war ein italienischer Modedesigner und Gründer des Modeunternehmens Versace.

## Biografie

### Frühe Jahre
Versace wurde am 2. Dezember 1946 in der Stadt Reggio Calabria geboren und wuchs zusammen mit seinem älteren Bruder Santo Versace und seiner jüngeren Schwester Donatella Versace sowie seinem Vater Antonio und seiner Mutter, der Schneiderin Francesca, auf. Seine ältere Schwester Tina starb im Alter von 12 Jahren an einer unsachgemäß behandelten Tetanusinfektion.
Nachdem Gianni Versace 1964 sein Abitur abgelegt hatte, studierte er Architektur und arbeitete im Schneidergeschäft seiner Mutter mit. Nach erfolgreichem Abschluss dieser Ausbildung war er in dem Unternehmen seiner Familie als Stoffeinkäufer tätig. Im Laufe der Jahre knüpfte Versace zahlreiche Geschäftsbeziehungen zu namhaften Herstellern und belieferte viele Unternehmen und Ausstattungshäuser mit Stoffen aus dem Ausland. 1968 entschied er sich, als freier Modedesigner für große italienische Modehersteller tätig zu werden.

### Tätigkeit als Designer

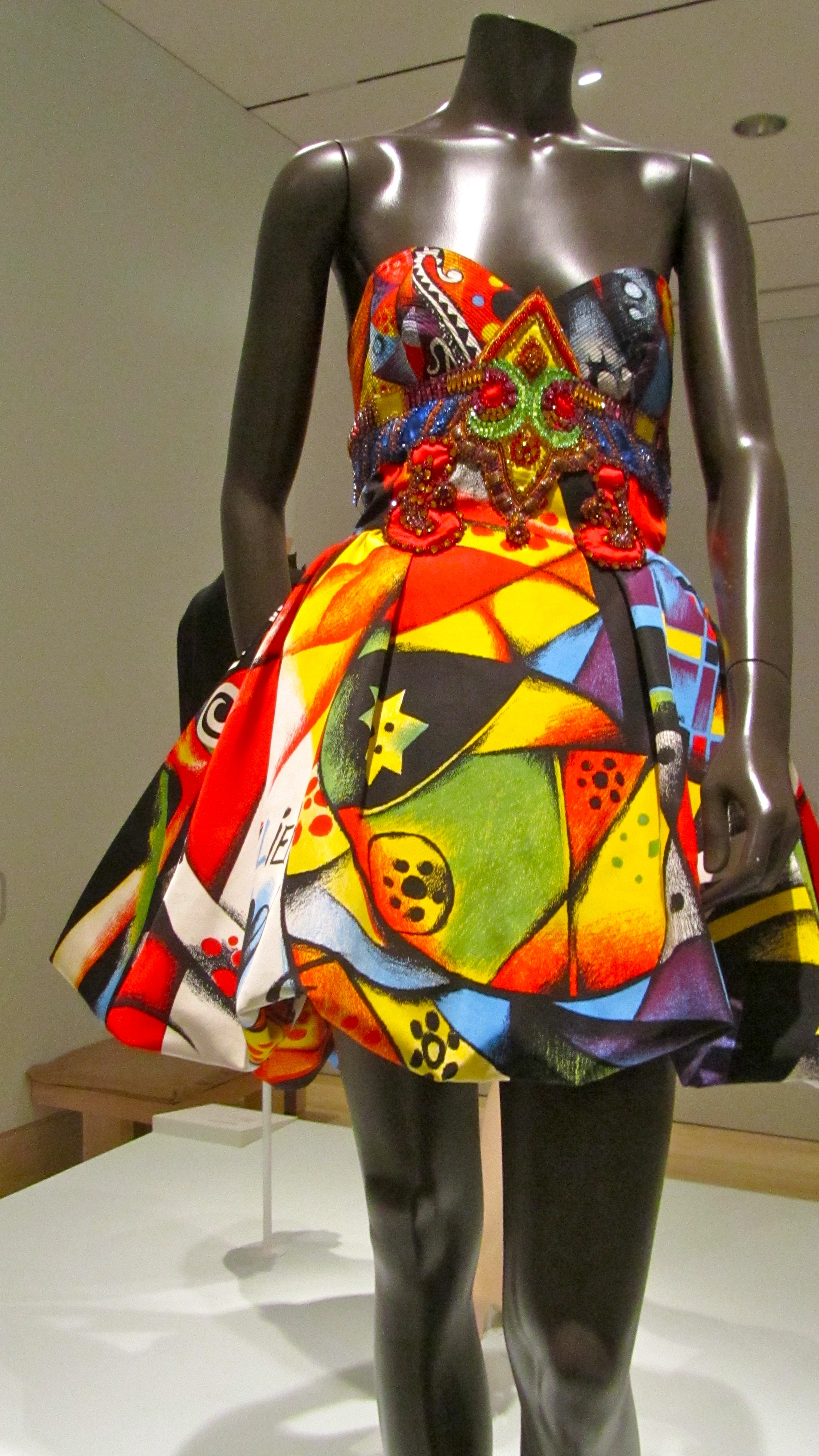
Versace-Kleid mit charakteristischen geometrischen Mustern und kräftigen Farben

1972 zog er nach Mailand, um als Designer für Callaghan und die aufstrebende Marke Genny zu arbeiten, zu deren Bekanntheit er wesentlich beitrug. Drei Jahre später hatte er in den USA große Erfolge mit seiner ersten Lederkollektion für Complice. 1978 machte sich Versace selbstständig. Im selben Jahr veranstaltete der Modehändler Albert Eickhoff im westfälischen Lippstadt Versaces erste große Modenschau. 1979 hatte er seine erste Prêt-à-porter-Show. Im selben Jahr eröffnete in Mailand die erste Versace-Boutique. Aufsehen erregte er mit ungewöhnlichen Materialzusammenstellungen wie Seide/Jute, Leder/Crêpe de Chine. Als erster brachte er Jeans auf den Laufsteg. Prägend für seine Mode wurden vor allem leuchtende Farben und auffallende Muster.
In den 1980er Jahren feierte Versace seinen internationalen Durchbruch als Modedesigner. Viele Kreationen jener Jahre zeigten das Gesicht der Medusa – es wurde schließlich sein Markenzeichen und später ein Bestandteil des Unternehmenslogos. Für das Ballett Josephs Legende entwarf er 1982 erstmals auch Bühnenkostüme. Für seine Damenkollektion adaptierte er 1991 Andy Warhols Marilyn-Motive, indem er sie mittels Pailletten auf Kleider sticken ließ. Ein Abendkleid aus dieser Kollektion befindet sich in der Sammlung des The Metropolitan Museum of Art.
Bei der Premiere in der Scala machte ihn ein Freund mit dem Model Antonio D’Amico bekannt, der 1959 in Süditalien geboren wurde und in Mailand aufgewachsen war. Mit der Zeit wurde die Freundschaft immer enger. Als D’Amico von einem Job in Japan zurückkehrte, eröffnete ihm Versace, dass seine bisherige Beziehung beendet sei und er ihn nun näher kennenlernen wolle. Sie blieben bis zu Versaces Tod Lebensgefährten, mit einer kurzen Trennung wegen einer Affäre Versaces. Versace und D’Amico gingen offen mit ihrer Beziehung um. Als das Magazin Interview einen Artikel über Versace schrieb, bestand dieser darauf, dass D’Amico auch auf den Fotografien zu sehen sein sollte. D’Amico war sein ständiger Begleiter auf Galas, bei Premieren und Premierenfeiern. Später war er im Unternehmen für die Sportlinie verantwortlich.
Versace übernahm nach 1982 regelmäßig Ausstattungen für Theater-, Opern- und Ballettaufführungen. Unter anderem waren seine Kreationen im Teatro alla Scala, in der San Francisco Opera und beim New York City Ballet zu sehen und wurden im Begleitbuch zur Ausstellung Theater der Mode in München verewigt.
Große Anerkennung fand der Modedesigner 1985, als er als erster Modeschöpfer Arbeiten aus seiner Kollektion im Victoria and Albert Museum in London vorstellen durfte. Das Museum gestaltete Ende 2002 eine Retrospektive, die auch an anderen Orten zu sehen war. Neben Kollektionen für Damen, Herren und Kinder tragen inzwischen auch Parfüms, Taschen, Schuhe, Schmuck, Geschirr, Wohnaccessoires und Fliesen seinen Namen.
Versace hatte großen Anteil an der Homoerotisierung der Männermode und ließ seine großformatigen Männerkataloge regelmäßig von Bruce Weber fotografieren, wobei jedoch die zu vermarktende Bekleidung meist zugunsten der reinen Aktfotografie in den Hintergrund trat. Sein Verständnis männlicher Schönheit, dessen Ideal er vor allem in der griechisch-römischen Klassik sah, erläuterte er in seinem Buch Mann ohne Krawatte. In seinem Palazzo in Mailand bzw. in Corno hatte er selbst eine umfangreiche Sammlung antiker und französischer Antiquitäten. 
1989 gründete er seine Zweitlinie Versus. Sie wurde maßgeblich von seiner Schwester Donatella Versace gestaltet und seit 1995 auf der New York Fashion Week gezeigt. Es folgten weitere Zweitlinien wie Instante, Signatur und Versace Jeans. 1996 erkrankte Versace an Knochenkrebs in der Wange und bekam eine Chemotherapie, arbeitete aber weiter.

### Ermordung

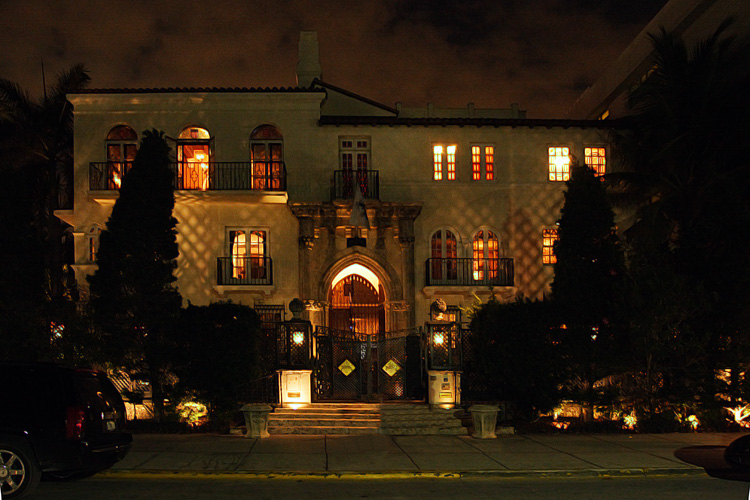
Gianni Versaces Villa „Casa Casuarina“

Am 15. Juli 1997 wurde Gianni Versace, als er von einem Zeitungseinkauf zurückkam, auf der Treppe vor seiner Villa „Casa Casuarina“ am Ocean Drive 1116 in Miami Beach erschossen. Der Täter war der 27-jährige Callboy und Serienmörder Andrew Phillip Cunanan, der zu den vom FBI meistgesuchten Kriminellen gehörte und sich acht Tage später selbst tötete.

### Freunde und Familie
Zu Gianni Versaces Kunden und Freunden gehörten unter anderem Eric Clapton, Michael Jackson, Sting, Naomi Campbell, Elton John, Prinzessin Diana, Madonna und Tupac Shakur. Clapton trug in den frühen 1990ern Bühnenoutfits von Versace. Versace war ein Fan von Claptons Musik und besuchte seine Konzerte in Italien. In seiner Autobiografie bezeichnete Clapton Versace als den besten Modemacher und Rockschneider der Welt. Elton John, der Bühnenmusiken zu Modeschauen Versaces komponiert hatte, sang bei Versaces Trauerfeier zusammen mit Sting den Psalm 25. Die Feierlichkeit im Mailänder Dom wurde gegen den Widerstand der Priester durch eine hohe Spende der Familie Versace an die Kirche möglich.
Das Verhältnis von D’Amico zur Versace-Familie war nie besonders gut. Im Januar 1998 verließ D’Amico das Unternehmen, begann, seine eigene Modemarke aufzubauen und lebte ab 2002 in Padenghe sul Garda, wo er im Dezember 2022 im Alter von 63 Jahren starb.